# Pernik
Pernik ou Pernique (búlgaro: Перник) é uma cidade  da Bulgária localizada no distrito de Pernik.

## População
| Pernik | Pernik | Pernik | Pernik | Pernik | Pernik | Pernik | Pernik | Pernik | Pernik | Pernik | Pernik | Pernik | Pernik | Pernik | Pernik | Pernik | Pernik | Pernik | Pernik |
| --- | ------ | ------ | ------ | ------ | ------ | ------ | ------ | ------ | ------ | ------ | ------ | ------ | ------ | ------ | ------ | ------ | ------ | ------ | ------ |
| Ano | 1887   | 1910   | 1934   | 1946   | 1956   | 1965   | 1975   | 1985   | 1992   | 2001   | 2002   | 2003   | 2004   | 2005   | 2006   | 2007   | 2008   | 2009   | 2010   |
| População |        |        |        | 28,545 | 59,930 | 75,840 | 87,408 | 94,758 | 90,549 | 85,991 | 85,512 | 84,536 | 82,650 | 81,674 | 80,900 | 80,588 | 79,727 | 79,438 | 78,920 |
| Fontes: Instituto Nacional de Estatísticas, „citypopulation.de“, „pop-stat.mashke.org“, Bulgarian Academy of Sciences |        |        |        |        |        |        |        |        |        |        |        |        |        |        |        |        |        |        |        |